# カッサパ相応
「カッサパ相応」（カッサパそうおう、巴: Kassapa-saṃyutta, カッサパ・サンユッタ）とは、パーリ仏典経蔵相応部に収録されている第16相応。漢訳で「迦葉相応」（かしょうそうおう）とも。

## 構成
全13経から成る。
1. Santuṭṭha-sutta
2. Anottappī-sutta
3. Candūpama-sutta
4. Kulūpaka-sutta
5. Jiṇṇa-sutta
6. Ovāda-sutta
7. Dutiyaovāda-sutta
8. Tatiyaovāda-sutta
9. Jhānābhiñña-sutta
10. Upassaya-sutta
11. Cīvara-sutta
12. Paraṃmaraṇa-sutta
13. Saddhammappatirūpaka-sutta

## 日本語訳
- 『南伝大蔵経・経蔵・相応部経典2』（第13巻） 大蔵出版
- 『パーリ仏典 相応部(サンユッタニカーヤ) 因縁篇II』 片山一良訳 大蔵出版
- 『原始仏典II 相応部経典2』 中村元監修 春秋社